# Vacomagi

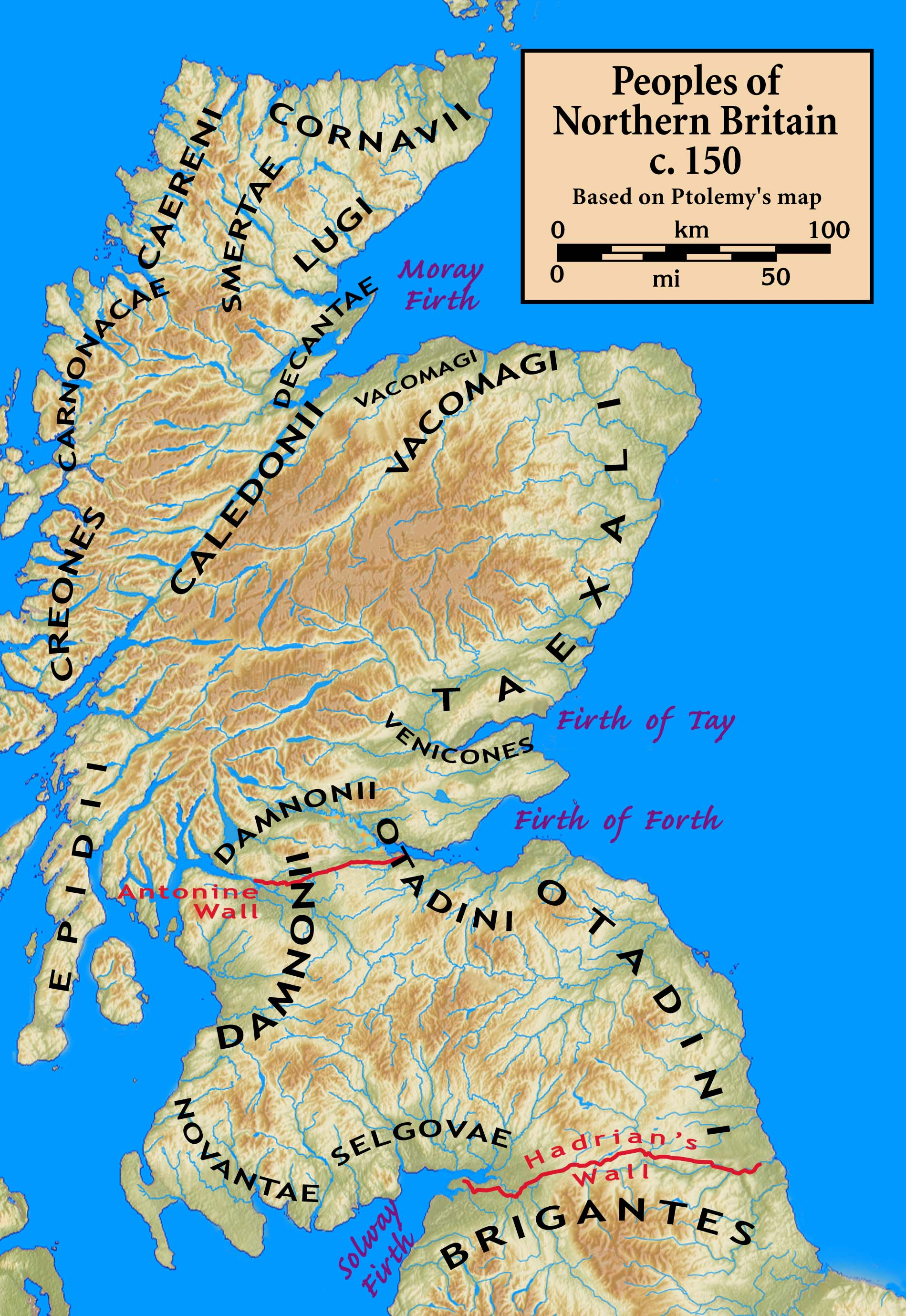
Localisation des principales tribus calédoniennes au nord du mur d'Hadrien en 150.

Les Vacomagi, Vacomages ou Vacomagiens (en grec ancien : Ουακομαγοι / Ouakomagoi) sont un ancien peuple de l'île de Bretagne mentionné uniquement au IIe siècle par le géographe grec Claude Ptolémée. 
D'après sa description générale et la localisation approximative de leurs voisins, ils vivaient dans le nord-est de la Calédonie (actuelle Écosse), dans l'actuelle région du Strathspey, et avaient pour voisins les Decantae (en) au nord, et les Taexali au sud. Leurs villes principales étaient Bannatia, Tamia, Alata Castra et Tuesis. En 83 (ou 84), ils participent vraisemblablement à la bataille du Mont Graupius qui oppose l'armée romaine dirigée par Julius Agricola aux Calédoniens de Calgacus. La bataille se termine par la défaite des Calédoniens mais les Romains ne s'implanteront jamais en Calédonie. 
La signification de l'ethnonyme Vacomagi est obscure. Il pourrait dériver des éléments indo-européens *weg- (« être fort ») et *magh- (« avoir du pouvoir, être puissant » ou « se battre »). 

## Sources primaires
- Claude Ptolémée, Géographie, Livre II, 2.